# Aleksandr Masiejkow
Aleksandr Anatoljewicz Masiejkow (ros. Александр Анатольевич Масейков; ur. 26 czerwca 1971 w Mohylewie) – białoruski kajakarz, kanadyjkarz. Jako reprezentant WNP złoty medalista olimpijski z Barcelony.
W igrzyskach brał udział trzykrotnie (IO 92, IO 96, IO 00). W 1992 zwyciężył w kanadyjkowej dwójce na dystansie 500 metrów. Wspólnie z nim płynął Dmitrij Dowgalonok. W 1994 zwyciężył na mistrzostwach świata w kanadyjkowej dwójce na dystansie 200 metrów, w 1997 w czwórce. W 1998 był drugi w tej konkurencji.